# Сде-Бокер
Сде-Бокер (івр. שְׂדֵה בּוֹקֵר) — кібуц у пустелі Негев на півдні Ізраїлю. Найбільш відомий як місце, де доживав останні роки перший прем'єр-міністр Ізраїлю Давид Бен-Гуріон.

## Історія
У ранній ісламський період (кінець VII — початок IX століття) у цій місцевості розташовувалась велика ферма або маленьке село. Дотепер збереглись рештки багатьох будівель, в тому числі й мечеті, біля якої було знайдено багато арабських написів.
Власне кібуц було засновано 15 травня 1952 року.
Нині будинок, де проживав Бен-Гуріон, є музеєм.

## Клімат
Поселення знаходиться у зоні, котра характеризується кліматом помірних степів та напівпустель.
| Клімат Сде-Бокера       | Клімат Сде-Бокера | Клімат Сде-Бокера | Клімат Сде-Бокера | Клімат Сде-Бокера | Клімат Сде-Бокера | Клімат Сде-Бокера | Клімат Сде-Бокера | Клімат Сде-Бокера | Клімат Сде-Бокера | Клімат Сде-Бокера | Клімат Сде-Бокера | Клімат Сде-Бокера | Клімат Сде-Бокера |
| Показник                | Січ.              | Лют.              | Бер.              | Квіт.             | Трав.             | Черв.             | Лип.              | Серп.             | Вер.              | Жовт.             | Лист.             | Груд.             | Рік               |
| Абсолютний максимум, °C | 27                | 29                | 33                | 38,6              | 40,2              | 39,8              | 40,1              | 40,4              | 39,5              | 36                | 30,6              | 29                | 40,4              |
| Середній максимум, °C   | 14,8              | 15,9              | 19,1              | 25,1              | 28,7              | 31,2              | 32,7              | 32,6              | 30,7              | 27,2              | 21,6              | 16,8              | 24,7              |
| Середній мінімум, °C    | 4,4               | 4,9               | 7,1               | 10,5              | 13,5              | 16                | 18,1              | 18,6              | 17,2              | 14,2              | 9,3               | 5,5               | 11,6              |
| Абсолютний мінімум, °C  | −3,6              | −1,3              | 0                 | 1,3               | 5,5               | 9,8               | 12,5              | 12,5              | 11,3              | 6,9               | 0                 | −1,7              | −3,6              |
| Норма опадів, мм        | 25                | 18                | 16.7              | 7.9               | 1.1               | 0                 | 0                 | 0                 | 0.1               | 2                 | 7.6               | 20.8              | 99.2              |
| Днів з дощем            | 6,2               | 5,6               | 4,6               | 1,9               | 0,7               | 0                 | 0                 | 0                 | 0,1               | 0,9               | 2,9               | 5,4               | 28,3              |
| ----------------------- | ----------------- | ----------------- | ----------------- | ----------------- | ----------------- | ----------------- | ----------------- | ----------------- | ----------------- | ----------------- | ----------------- | ----------------- | ----------------- |
| Джерело: Weatherbase    |                   |                   |                   |                   |                   |                   |                   |                   |                   |                   |                   |                   |                   |